# 日本英文学会
日本英文学会（にほんえいぶんがっかい、英: The English Literary Society of Japan）は、英語圏の文学、英語学、英語教育を学問する研究者が集う、日本の学術団体である。

## 概要
日本英文学会は、1917年に「東京帝国大学英文学会」として設立された。市河三喜を会長として発足、会誌として『日本英文学』を創刊した。第一回は、斎藤勇、土居光知らの論文を掲載、年一回刊行。
1923年の関東大震災でいったん中絶し、1925年、再興、1929年、日本英文学会と改称、他の五つの帝大の英文学・英語学者を加えた。毎年一回、大会を開いている。『英文学研究』は一時季刊になったが、次第に刊行回数が減り現在では年一回刊行。1981年から2012年まで、会長には東大教授が就いていた。

## 歴代会長
1. 1930-1935： 市河三喜 東京帝大教授
2. 1936-1937： 土居光知 東北帝国大学教授
3. 1938-1941： 齋藤勇 東京帝大教授
4. 1942-1943： 石田憲次 京都帝国大学教授
5. 1944-1945： 日高只一 早稲田大学教授
6. 1946-1950： 福原麟太郎 東京文理科大学教授
7. 1951-1952： 中野好夫 東大文学部教授
8. 1952(6月)-1964： 中島文雄 東大文学部教授
9. 1964(7月)-1970： 平井正穂 東大文学部教授
10. 1971-1975： 青木雄造 東大文学部教授
11. 1976-1978： 小津次郎 東大文学部教授
12. 1979-1980： 冨原芳彰 筑波大学教授
13. 1981-1984： 小池銈 東大教養学部教授
14. 1985-1988： 高松雄一 東大文学部教授
15. 1989-1991： 高橋康也 東大教養学部教授
16. 1992-1995： 海老根宏 東大文学部教授
17. 1996-1998： 富士川義之 東大文学部教授
18. 1999-2000： 國重純二 東大教養学部（総合文化研究科）教授
19. 2000-2007： 高橋和久 東大文学部（人文社会系研究科）教授
20. 2007-2009： 大橋洋一 東大人文社会系研究科教授
21. 2009-2011： 丹治愛 東大総合文化研究科教授
22. 2012-2016 ： 佐々木徹 京大文学研究科教授
23. 2017-2021：原田範行　東京女子大学教授、慶應義塾大学文学部教授
24. 2021-    : 服部典之　大阪大学名誉教授、関西外国語大学教授